# Zuwachs (Grundstück)
Unter dem Zuwachs versteht man im österreichischen Recht die natürlichen Früchte eines Grundstückes.

„Die natürlichen Früchte eines Grundes, nämlich solche Nutzungen, die er, ohne bearbeitet zu werden, hervorbringt, als: Kräuter, Schwämme und dergleichen, wachsen dem Eigenthümer des Grundes, so wie alle Nutzungen, welche aus einem Thiere entstehen, dem Eigenthümer des Thieres zu.“

Der Zuwachs ist unbewegliches Gut, und damit Bestandteil des Grundstückes, bis er genutzt wird:

„Gras, Bäume, Früchte und alle brauchbare Dinge, welche die Erde auf ihrer Oberfläche hervorbringt, bleiben so lange ein unbewegliches Vermögen, als sie nicht von Grund und Boden abgesondert worden sind. Selbst die Fische in einem Teiche, und das Wild in einem Walde werden erst dann ein bewegliches Gut, wenn der Teich gefischet, und das Wild gefangen oder erlegt worden ist.“

Damit entspricht der Begriff einem allgemeinen Begriff des Zuwachses als Zugehör einer Sache im Sachenrecht.
 1 Das Allgemeine bürgerliche Gesetzbuch ist 1812 in Kraft getreten, und noch heute wörtlich rechtsgültig, trotz des altertümlich anmutenden Sprachgebrauchs.